# Danh sách đĩa đơn quán quân Hot 100 năm 1998 (Mỹ)
Billboard Hot 100 là bảng xếp hạng đĩa đơn uy tín nhất của Hoa Kỳ. Được phát hành bởi tạp chí Billboard, các số liệu cho việc xếp hạng được Nielsen SoundScan tổng hợp chung dựa trên doanh số đĩa thường, nhạc số và tần suất phát trên sóng phát thanh.

## Danh sách
| Ngày             | Bài hát                                                                | Nghệ sĩ                 | Liên kết |
| ---------------- | ---------------------------------------------------------------------- | ----------------------- | -------- |
| Tháng 1 ngày 3   | "Something About the Way You Look Tonight" / "Candle In The Wind 1997" | Elton John              |          |
| Tháng 1 ngày 10  | "Something About the Way You Look Tonight" / "Candle In The Wind 1997" | Elton John              |          |
| Tháng 1 ngày 17  | "Truly Madly Deeply"                                                   | Savage Garden           |          |
| Tháng 1 ngày 24  | "Truly Madly Deeply"                                                   | Savage Garden           |          |
| Tháng 1 ngày 31  | "Together Again"                                                       | Janet Jackson           |          |
| Tháng 2 ngày 7   | "Together Again"                                                       | Janet Jackson           |          |
| Tháng 2 ngày 14  | "Nice and Slow"                                                        | Usher                   |          |
| Tháng 2 ngày 21  | "Nice and Slow"                                                        | Usher                   |          |
| Tháng 2 ngày 28  | "My Heart Will Go On"                                                  | Céline Dion             |          |
| Tháng 3 ngày 7   | "My Heart Will Go On"                                                  | Céline Dion             |          |
| Tháng 3 ngày 14  | "Gettin' Jiggy Wit It"                                                 | Will Smith              |          |
| Tháng 3 ngày 21  | "Gettin' Jiggy Wit It"                                                 | Will Smith              |          |
| Tháng 3 ngày 28  | "Gettin' Jiggy Wit It"                                                 | Will Smith              |          |
| Tháng 4 ngày 4   | "All My Life"                                                          | K-Ci and JoJo           |          |
| Tháng 4 ngày 11  | "All My Life"                                                          | K-Ci and JoJo           |          |
| Tháng 4 ngày 18  | "All My Life"                                                          | K-Ci and JoJo           |          |
| Tháng 4 ngày 25  | "Too Close"                                                            | Next                    |          |
| Tháng 5 ngày 2   | "Too Close"                                                            | Next                    |          |
| Tháng 5 ngày 9   | "Too Close"                                                            | Next                    |          |
| Tháng 5 ngày 16  | "Too Close"                                                            | Next                    |          |
| Tháng 5 ngày 23  | "My All"                                                               | Mariah Carey            |          |
| Tháng 5 ngày 30  | "Too Close"                                                            | Next                    |          |
| Tháng 6 ngày 6   | "The Boy Is Mine"                                                      | Brandy và Monica        |          |
| Tháng 6 ngày 13  | "The Boy Is Mine"                                                      | Brandy và Monica        |          |
| Tháng 6 ngày 20  | "The Boy Is Mine"                                                      | Brandy và Monica        |          |
| Tháng 6 ngày 27  | "The Boy Is Mine"                                                      | Brandy và Monica        |          |
| Tháng 7 ngày 4   | "The Boy Is Mine"                                                      | Brandy và Monica        |          |
| Tháng 7 ngày 11  | "The Boy Is Mine"                                                      | Brandy và Monica        |          |
| Tháng 7 ngày 18  | "The Boy Is Mine"                                                      | Brandy và Monica        |          |
| Tháng 7 ngày 25  | "The Boy Is Mine"                                                      | Brandy và Monica        |          |
| Tháng 8 ngày 1   | "The Boy Is Mine"                                                      | Brandy và Monica        |          |
| Tháng 8 ngày 8   | "The Boy Is Mine"                                                      | Brandy và Monica        |          |
| Tháng 8 ngày 15  | "The Boy Is Mine"                                                      | Brandy và Monica        |          |
| Tháng 8 ngày 22  | "The Boy Is Mine"                                                      | Brandy và Monica        |          |
| Tháng 8 ngày 29  | "The Boy Is Mine"                                                      | Brandy và Monica        |          |
| Tháng 9 ngày 5   | "I Don't Want to Miss a Thing"                                         | Aerosmith               |          |
| Tháng 9 ngày 12  | "I Don't Want to Miss a Thing"                                         | Aerosmith               |          |
| Tháng 9 ngày 19  | "I Don't Want to Miss a Thing"                                         | Aerosmith               |          |
| Tháng 9 ngày 26  | "I Don't Want to Miss a Thing"                                         | Aerosmith               |          |
| Tháng 10 ngày 3  | "The First Night"                                                      | Monica                  |          |
| Tháng 10 ngày 10 | "The First Night"                                                      | Monica                  |          |
| Tháng 10 ngày 17 | "One Week"                                                             | Barenaked Ladies        |          |
| Tháng 10 ngày 24 | "The First Night"                                                      | Monica                  |          |
| Tháng 10 ngày 31 | "The First Night"                                                      | Monica                  |          |
| Tháng 11 ngày 7  | "The First Night"                                                      | Monica                  |          |
| Tháng 11 ngày 14 | "Doo Wop (That Thing)"                                                 | Lauryn Hill             |          |
| Tháng 11 ngày 21 | "Doo Wop (That Thing)"                                                 | Lauryn Hill             |          |
| Tháng 11 ngày 28 | "Lately"                                                               | Divine                  |          |
| Tháng 12 ngày 5  | "I'm Your Angel"                                                       | R. Kelly và Céline Dion |          |
| Tháng 12 ngày 12 | "I'm Your Angel"                                                       | R. Kelly và Céline Dion |          |
| Tháng 12 ngày 19 | "I'm Your Angel"                                                       | R. Kelly và Céline Dion |          |
| Tháng 12 ngày 26 | "I'm Your Angel"                                                       | R. Kelly và Céline Dion |          |